# Pacierzów
Pacierzów – wieś w Polsce położona w województwie śląskim, w powiecie częstochowskim, w gminie Kłomnice.
W latach 1954-1957 wieś była siedzibą władz gromady Pacierzów, po jej zniesieniu w gromadzie Kłomnice.
W latach 1975–1998 miejscowość administracyjnie należała do województwa częstochowskiego.